# 双恋のディスコグラフィ
双恋のディスコグラフィでは、メディアミックス作品群『双恋』・『フタコイ オルタナティブ』の関連CDについて記述する。

## キャラクターソング

### 1 桜月姉妹
収録曲
1. TWINS REVOLUTION
  - 作詞：畑亜貴／作・編曲：鶴由雄
2. 星夢PAS DE DEUX
  - 作詞：畑亜貴／作曲：渡邊美佳／編曲：渡邊美佳・渡部チェル
3. TWINS REVOLUTION（off vocal）
4. 星夢PAS DE DEUX（off vocal）

### 2 一条姉妹
収録曲

### 3 白鐘姉妹
収録曲

### 4 千草姉妹
収録曲

### 5 雛菊姉妹
収録曲
1. 遊んでくるく〜る♪
2. おひさま・おひめさま
3. 遊んでくるく〜る♪（off vocal）
4. おひさま・おひめさま（off vocal）

### EXTRA 桃衣姉妹
収録曲
1. ムギュムギュッLOVERS
2. 恋は少女のモノじゃない？
3. ムギュムギュッLOVERS（off vocal）
4. 恋は少女のモノじゃない？（off vocal）

### 甘辛日夜〜Ama-Kara Night&Day〜
テレビアニメ『双恋』イメージソング
収録曲
1. 甘辛日夜〜Ama-Kara Night&Day〜
2. 宝物

### FU・WA・RI 告白！
収録曲
1. FU・WA・RI 告白！
  - ゲーム『双恋 -フタコイ-』オープニングテーマ
2. わいわいLove balloon
  - ゲーム『双恋 -フタコイ-』イメージソング

### 恋泥棒ごっこ
収録曲
（全作詞：畑亜貴 / 全作・編曲：橋本由香利）
1. 恋泥棒ごっこ
  - 歌：双子達
  - ゲーム『フタコイ オルタナティブ 恋と少女とマシンガン』オープニングテーマ
2. 笑顔のそらで会いましょう
  - 歌：白鐘沙羅（水橋かおり）、白鐘双樹（門脇舞）
  - ゲーム『フタコイ オルタナティブ 恋と少女とマシンガン』エンディングテーマ
3. 恋泥棒ごっこ（off vocal）
4. 笑顔のそらで会いましょう（off vocal）

### ベストアルバム
双恋 Best Vocal Album 14×2（2005年9月22日）

## アニメ版主題歌シングル

### はばたく未来/柔らかい風の中で
eufoniusの2枚目シングル。
収録曲
全作詞 - riya / 全作曲 - 菊地創
1. はばたく未来
  - テレビアニメ『双恋』オープニングテーマ
2. 柔らかい風の中で
  - テレビアニメ『双恋』エンディングテーマ
3. はばたく未来（カラオケ）
4. 柔らかい風の中で（カラオケ）

### New World/ぼくらの時間
収録曲
1. New World
歌 - ペ・ユミ / 作詞 - H.U.B. / 作曲 - 高橋諭一 / 編曲 - 磯江俊道
  - テレビアニメ『フタコイ オルタナティブ』オープニングテーマ
2. ぼくらの時間
歌 - eufonius / 作詞 - 逢瀬祭、ufotable、eufonius / 作曲・編曲 - 菊地創
  - テレビアニメ『フタコイ オルタナティブ』エンディングテーマ
3. New World（off vocal）
4. ぼくらの時間（off vocal）

## サウンドトラック
テレビアニメ『双恋』オリジナルサウンドトラック「Sound of Twin Wish」
PS2ゲーム『双恋』オリジナルサウンドトラック「chunny chunny tunes」（2005年4月27日）

## ドラマCD
PS2ゲーム『双恋』ドラマアルバム twinkle bright（2005年1月26日）
出演：全員12人。
PS2ゲーム 双恋島 トークバラエティCD パカッ！と双恋島♪（2005年8月24日）
『双恋島〜恋と水着のサバイバル〜』のドラマCD。
出演：伊月ゆい、小清水亜美、門脇舞

## 映像商品

### ライブ・ビデオ
2005年2月12日に行われたライブイベントの模様を収録した映像作品。